# Mirabeau B. Lamar
Mirabeau Buonaparte Lamar (Louisville, Georgia, 1798. augusztus 16. –       Richmond, Texas, 1859. december 19.) David G. Burnet 1836-os ideiglenes elnöksége és Sam Houston elnöksége után a Texasi Köztársaság harmadik elnöke (1838-1841), a Texasi Köztársaság első alelnöke (1836-1838), a texasi forradalom tábornoka, Texas állam képviselője, az Amerikai Egyesült Államok nicaraguai nagykövete (1857-1859).

## Élete
Mirabeau Buonaparte Lamar 1798. augusztus 16-án született Georgia államban. Gyerekkorában nem részesült elégséges iskolai oktatásban, de nagyon szeretett olvasni, így önmagát képezte könyvekből. Bár felvételt nyert a Princeton Egyetemre, végül mégsem ezt választotta. Ehelyett kereskedőként dolgozott és egy újságot szerkesztett, de mindkét vállalkozása csődbe ment.
1823-ban családi kapcsolatai révén a georgiai kormányzó, George M. Troup személyi titkára lett. Sajtótájékoztatókat tartott és utazgatott az államban, ahol beszédeket tartott. Egy ilyen útja során találkozott Tabatha Jordannel, akit 1826-ban feleségül vett.
Amikor Troup 1828-ban elveszítette a második kormányzóválasztást, Lamar egy újságot alapított Columbusban, Columbusi Figyelő néven, Ez már egy sokkal sikeresebb vállalkozása volt. 1830-ban meghalt a felesége. Egy évvel később elindult a georgiai szenátusi választáson, majd 1833-ban sikertelenül indult az amerikai kongresszusi választáson.

## Texasi forradalom
1834-ben Lamar fivére, Lucius öngyilkosságot követett el, így Lamar, hogy meneküljön az emlékek elől, 1835 nyarán Texasba ment, és úgy döntött, ott marad. 1836 tavaszán csatlakozott Sam Houston hadseregéhez és bátorságával kitűnt a San Jacintó-i csata során. Tábornokká nevezték ki, és a másnapi csata során már ő vezette a lovasságot.
A forradalom alatt nyújtott katonai sikerei elismeréseként az ideiglenes texasi kormány hadügyminisztere lett, majd 1836-ban Sam Houston elnöksége alatt a Texasi Köztársaság első alelnöke lett.

## Elnöksége
Lamart 1838-ban választották meg a Texasi Köztársaság második elnökének, Sam Houston után. 1838. december 1-jén iktatták be hivatalába.
Egyik első intézkedése az volt, hogy 1839-ben csapatokat indított a cseroki törzsek kiűzésére. A véres csata Sam Houston egyik barátjának, Chief Bowles halálával végződött, ami miatt Houston nagyon megharagudott Lamarra.
Elnöksége alatt nemzeti bankot alapított, és eltökélte, hogy nem kíván kölcsönt felvenni sem az Amerikai Egyesült Államoktól, sem Európától. Valamint azt szerette volna, hogy az európai országok ismerjék el Texast független államnak. Később, amikor az Egyesült Államok magához akarta csatolni Texast, ellenezte ezt.
Elnöksége alatt háromszor próbálkozott meg békét kötni Mexikóval, mindannyiszor sikertelenül. El szerette volna érni, hogy a mexikói határ a Rio Grande folyó legyen. Kereskedelmi kapcsolatokat létesített Új-Mexikóval.
Lamar volt a texasi oktatás atyja. számos iskolát alapítottak az ő elnöksége alatt, valamint a későbbi Texasi Egyetem elődjét.

## Elnöksége után
1841-ben újra Sam Houstont választották meg elnöknek, Lamar visszatért a katonai szolgálathoz. Az amerikai-mexikói háború során a monterrey csata alatt ismét kitűnt bátorságával. Laredóban postaparancsnoknak nevezték ki, de nem kedvelte ezt a tisztségét, szeretett volna csatát látni. Laredóban újra megházasodott, majd Laredo képviselője lett a texasi állami törvényhozásban. 1857-ben James Buchanan amerikai elnök nagykövetnek nevezte ki Nicaraguába. Húsz hónapig szolgált Nicaraguában, majd egészségügyi okokból hazatért Texasba. Ott is halt meg szívrohamban 1859. december 19-én.